# Hegel-Archiv
Le Hegel-Archiv (Archives Hegel) est un institut de recherche allemand situé à Bochum et destiné à la conservation, l'étude, l'édition et la discussion des œuvres du philosophe Georg Hegel. 

## Activités
- Le Hegel-Archiv publie une édition critique des œuvres de Hegel en cours depuis 1968.

- Il édite depuis 1961 la revue scientifique Hegel Studien.

- Il possède une bibliothèque, collectionne les manuscrits de Hegel et les ouvrages s'y rapportant.

- Il accueille des chercheurs internationaux et organise des colloques et des conférences.

- Il est lié à l'université de Bochum (Ruhr Universität)[1].

## Historique
Le Hegel-Archiv est fondé en 1958 par Otto Pöggeler. 
Il est actuellement dirigé par Walter Jaeschke. 
La situation à Bochum est sans rapport historique avec le philosophe Hegel, mais le fait que le gouvernement du Land de Rhénanie-du-Nord-Westphalie, qui le subventionne, soit social-démocrate peut expliquer cette présence.

## Hegel Studien
La revue Hegel Studien a publié des travaux de Otto Pöggeler, Ernst Bloch, Hans-Georg Gadamer, Karl Löwith, Heinz Heimsoeth, Ernst Behler, Dieter Henrich, Heinz Kimmerle, Rüdiger Bubner, Helmut Kuhn, Ludwig Siep, Annemarie Gethmann-Siefert, Pierre-Jean Labarrière, Walter Jaeschke, Norbert Waszek, Myriam Bienenstock, Jean-Louis Vieillard-Baron, Jean-Luc Gouin, Robert Brandom. 